# 1. Suhler SV 06
1. Suhler SV 06 is een Duitse sportclub uit Suhl, Thüringen. De club is actief in atletiek, tafeltennis, voetbal en vuistbal.

## Geschiedenis
De club werd in 1906 opgericht als SC Germania Suhl en sloot zich aan bij de Midden-Duitse voetbalbond. De club speelde vanaf 1920 in de tweede klasse Kreisliga Thüringen en werd. In 1923 werd de club gedeeld tweede met SC 1907 Schleusingen. Na dit seizoen werd de Kreisliga ontbonden en werd de West-Thüringse competitie als Gauliga Westthüringen heringevoerd. Er was plaats voor twee clubs uit de reeks en  Suhl en Schleusingen speelden een barrage die Suhl won. Na dit seizoen fuseerde de club met VfB Suhl en werd zo VfB Germania Suhl. De club had weinig succes en wijzigde de naam in 1926 in 1. Suhler SV 06. Het volgende seizoen degradeerde de club en ze slaagden er niet meer in terug te keren. Na de competitiehervorming van 1933 geraakte de club uiteindelijk terug in de Kreisklasse Westthüringen, de derde hoogste klasse, en kon in 1939 kampioen worden en via de eindronde de promotie afdwingen naar de Bezirksklasse Thüringen. Na een rustig eerste seizoen werd de club in 1941 tweede achter SC Erfurt 1895. Na nog een plaats in de middenmoot werden ze in 1943 opnieuw tweede in hun groep. Na dit seizoen werd de Bezirksklasse ontbonden en speelde de club wellicht nog een seizoen in de regionaal meer verdeelde Kreisklasse.
Na de Tweede Wereldoorlog werden alle Duitse voetbalclubs ontbonden. De club werd heropgericht als SG Suhl. In 1949 werd het BSG Fortschritt Suhl en een jaar later ZSG Suhl na een fusie met andere clubs. In 1952 werd het BSG Motor Mitte Suhl en later BSG Motor Suhl.
Vanaf 1952 speelde de club in de nieuwe Bezirksliga Suhl, een van de vijftien derde klassen in de Oost-Duitse competitie. In 1957 werd het de vierde klasse toen de II. DDR-Liga ingevoerd werd. Suhl werd kampioen en promoveerde. De club speelde hier tot 1963 toen de competitie werd opgeheven en de Bezirksliga opnieuw het derde niveau werd. In 1968 degradeerde de club naar de Bezirksklasse. Na twee promoties op rij speelde de club in 1971 voor het eerst in de DDR-Liga, maar kon hier maar één seizoen blijven. Na één jaar promoveerde de club weer en bleef nu tien jaar lang op het tweede niveau spelen. In 1976 werd de club vicekampioen achter het tweede elftal van FC Carl Zeiss Jena en omdat deze niet konden promoveren mocht Suhl meedoen aan de eindronde om promotie naar de DDR-Oberliga, maar slaagde er niet in te promoveren. In 1979 werd de club kampioen, maar moest de uiteindelijke promotie aan Chemie Leipzig laten. Ook in 1981 werd de club kampioen, maar werd laatste in de eindronde. In 1984 promoveerde de club uiteindelijk nadat het tweede werd in de promotieronde achter BSG Stahl Brandenburg.
De kennismaking met de hoogste divisie was echter een afknapper van formaat. De club verloor alle uitwedstrijden en kon enkel drie keer gelijk spelen en winnen tegen Wismut Aue. Tot 1990 speelde de club nog in de DDR-Liga, hoogste plaats was de derde.
Na de Duitse hereniging werd opnieuw de historische naam aangenomen en de club werd ingedeeld in de Oberliga, derde klasse. De club speelde in de jaren negentig voornamelijk nog in de Oberliga, die vanaf 1994 de vierde klasse was. Daarna speelde de club verschillende seizoenen in de Verbandsliga en sinds 2005 in de Landesklasse.